# Roman Świda
Roman Świda herbu Grabie (ur. 26 kwietnia 1876 - zm. 25 października 1957 w Warszawie) – polski inżynier technolog, działacz stowarzyszeń techników.

## Życie
Absolwent Instytutu Technologicznego w Petersburgu (1901). Podczas studiów członek petersburskiej organizacji PPS, kierował akademickim Kołem Oświaty, Od 1903 mieszkał w Warszawie gdzie pracował w firmach "Rohr, Zieliński i S-ka" i "Elibor", a od 1913 prowadził własne Biuro Techniczne przy ul. Wielkiej, od 1916 na Wspólnej. Podczas I wojny światowej był taksatorem Towarzystwa Wzajemnego Ubezpieczenia od Ognia. Członek Koła Mechaników Stowarzyszenia Techników Polskich w Warszawie.

## Życie prywatne
Syn lekarza i powstańca styczniowego, zesłańca syberyjskiego Jana Edwarda (1835-1917) i Heleny ze Świdów (1855-1942). Miał dwie siostry: Annę (1877-1945), żonę ziemianina Olgierda Świdy (1862-1935) i Helenę (1893-1974), żonę oficera armii rosyjskiej i polskiej, ofiarę zbrodni katyńskiej Wincentego Koziełł-Poklewskiego (1889-1940). Był mężem Romany Benigny ze Śniegockich (1884-1972), mieli syna Jana (1917-1945).